# Koffi Gahou
Koffi Gahou est un artiste polyvalent béninois né à Cotonou le 22 octobre 1947.
Détenteur d’un certificat d’aptitude théâtrale professionnelle, option formation de l’acteur et pédagogie, il s'est également formé en autodidacte aux arts plastiques et a pratiqué la tapisserie murale, la sculpture, l'architecture d'intérieur.
Il est mort le 24 août 2019.

## Acteur de théâtre[4]
- 1969-1971 : Antigone au Collège Père Aupiais – Cotonou.
- 1972-1974 : Yovo Heluwe, Akowe Heluwe et Koï-Gnan avec « Les Cerveaux Noirs » : Paysan – Esclave – Griot – Notable – Chef d’État - Officier d’armée.
- 1973-1974 : Jeunesse Africaine ! Libère toi avec Les Flambeaux au Collège N-D de Lourdes : Chef Vodoun.
- 1974 : Houenoussou avec l’Ensemble national du Dahomey au Festival de Québec, Super Franco Fête : Esclave - Officier d’armée
- 1975-1984 : Tomabu / Atchedji / Ony-Baba / Assez ! / Au nom de Dieu / L’Étudiant de Soweto avec Zama-Hara : Paysan – Griot – Officier mercenaire Directeur d’école - Directeur de Société d’Etat – Maire.
- 1981 : Assez ! avec Zama - Hara
- 1983 : La Secrétaire particulière de Jean Pliya avec Les Cerveaux Noirs à Cotonou : Ministre.
- 1986 : Sortie de l'acteur de Michel de Ghelderode au conservatoire de Saint–Maur, Val-de- Marne en France.
- 1988 : Ce Drôle de Monsieur textes de Thomas Bernhard et Eugène Ionesco au Conservatoire Saint-Maur en France. Mémoire fin d’études.
- 1989-1996 : Ce drôle de monsieur à Cotonou – Parakou – Niamey – Zinder. Création de Kotheat.
- 2000 : Drôle de drôle à Cotonou – Porto-Novo - Parakou – Ouidah -Création de Kotheat pour Fitheb.
- 2002 : Instincts primaires…’ de Florent Couao-Zotti – Création Fitheb / Bénin.
- 2007-2008 : Kondo le requin de Jean Pliya. Mise en scène de Tola Koukoui. Cotonou – Ouidah – Porto-Novo – Abomey – Parakou. Ouagadougou : Guedegbe
- 2010 : Les Fourberies de Scapin. Mise en scène de Tola Koukoui.
- Avril - mai 2016 : Kondo le requin de Jean Pliya. Mise en scène de Tola Koukoui. Cotonou – Porto-Novo – Rôle : Guedegbe / Dans cadre AN 1 du Décès de Jean Pliya.
- Août 2016 : Destin enchaîné. Avec Fidèle Anato / Adjrouhoue : Majesté.
- 2010 : Fourberies de Scapin. Mise en scène de Tola Koukoui.
- 2016 : Kondo le requin dans le cadre du 1er anniversaire du décès de Jean Pliya / Mise en scène de Tola Koukoui. Cotonou – Porto-Novo : Guedegbe

## Acteur de cinéma et vidéo[4]
- 1979 janvier à mars : Dans Demain Espoir, documentaire du ministère du Plan réalisé par Thomas Akodjinou - Bénin.
- 1984 : Dans À malin, malin et demi d’après un conte de Jean Pliya, production ORTB échange ACCT et CIRTEF.
- 1984 – 1985 : décembre à février - Dans Ironu, long métrage couleur Afaja-Film. Réalisation de François Sourou Okioh – Bénin.
- 1985 juillet – août – Dans Tout, de suite, production du ministère de l’Information - Réalisation de Fréjus Anagonou – Bénin.
- 1993 : Il était une fois, la forêt du PGRN / ministère du Développement Rural par Francis Zossou - TV/ORTB - Cotonou.
- 1995 : Bénin - facettes d’une identité par Magazine Télévisé Espace francophone / France pour le VIe Sommet de la Francophonie à Cotonou.
- 1999 : Barbecue Pejo de Jean Odoutan - 86 min – Bénin–Trance[5]
- 1996-1999 : Dans série télévisée Taxi-brousse de Periscop / Bénin.
- Mai 2009 : Dans Mes racines – Long métrage 90 min de Prince Ogoudjobi.
- Octobre 2009 : Dans Guélou-Le Précipice. Fiction long métrage de Serge Yéou.
- 2014 : Dans Retour du roi / Direction nationale de la cinématographie. Rôle : Roi Denakpo. Denakpo.
- Mars 2017 : Dans Come Back Home de Tindjile Towa / Rôle principal : Habibi.
- 2008 à 2015 : Dans diverses productions audiovisuelles avec Gagan Prod

## Distinctions

### Récompenses
- 1981 : 1er Prix Théâtre avec la pièce Assez ! Dans Zama-hara au 2e Fesnac à Cotonou, Bénin.
- 19 mai 1974 élu meilleur acteur et comédien délégué de « Les Cerveaux Noirs » pour le Festival de Québec, août 1974 au Canada

## Écrits et publications[4]
- Le professionnalisme dans le théâtre béninois, pourquoi et comment dans La Nation no 003 du 4 mai 1990 – Bénin.
- De la situation des arts au Bénin dans le Forum de la Semaine N° 69 du 14 au 22 août 1991.
- Mémoire de Chris Seydou et les textiles traditionnels africains dans La Nation du 29 avril 1994 - Bénin.
- Marionnettes vaudou au Bénin dans la Revue Puck N° 12 en 1999 – Edition Institut International de Marionnette-Charleville-Mézières - France.
- Enjeux culturels de l’économie dans La Nation Nov. 2011.
- 1992 Août - Séminaire de formation sur les Actions Culturelles aux Services du Développement à Cotonou - Promoteur ACDAF assisté de la Fondation Culturelle de l’Union Européenne.
- 2000 – Atelier de Résidence à Ouidah / Création Kotheat “ Drôle de drôle ’’ pour Fitheb 2000. Financement ACDAF et Ambassade de France.
- Culture, développement, démocratie au Bénin (essai), Éditions ACDAF, 2005/2006[6].
- Mai 2017 « Atchakpodji- Arts Culture Tourisme- Une vision économique / Edition ACDAF